# Johann Ehrenreich von Dehrmann
Johann Ehrenreich von Dehrmann (* 26. Februar 1728 in Mieckrow  bei Teterow; † 11. März 1809 in Berlin) war ein preußischer Generalmajor.

## Leben

### Herkunft
Seine Eltern waren der Einlieger Hans Dehrmann und dessen Ehefrau Anna, geborene Bargraht.

### Militärkarriere
Dehrmann wurde 1752 Husar im Husarenregiment „von Zieten“. Während des Siebenjährigen Krieges nahm er am Gefecht bei Hartmanndorf, Neukahlen (Mecklenburg) sowie an den Schlachten bei Kunersdorf und Freiberg teil. In letzterer wurde er verwundet. Als 1760 das Husarenregiment „von Ruesch“ neu formiert wurde, kam er als Wachtmeister in das Regiment. Bereits am 11. März 1760 wurde er Kornett, am 12. März 1761 Premierleutnant und am 6. August 1761 Stabsrittmeister.
Nach dem Krieg stieg Dehrmann am 3. März 1771 zum Rittmeister und Eskadronchef auf. Am 15. April 1777 wurde er Major und nahm 1778/79 am Bayerischen Erbfolgekrieg teil. Er kämpfte im Gefecht bei Gabel und erhielt dafür am 6. August 1778 den Orden Pour le Mérite und am 17. Februar 1778 die Erhebung in den erblichen preußischen Adelsstand. Er machte 700 Gefangene, einen Oberst, einen Major und weitere Offiziere sowie zwei Fahnen.
Am 26. Mai 1787 wurde er zum Oberstleutnant und am 11. Februar 1788 zum Kommandeur des Husarenregiments „von Wolffradt“ ernannt. Am 25. Mai 1789 wurde er Oberst und nahm am Ersten Koalitionskrieg gegen Frankreich teil. Am 3. Januar 1794 wurde er zum Generalmajor befördert, bevor er am 3. März 1794 seine Demission mit Pension erhielt. Er starb am 11. März 1809 in Berlin und wurde am 14. März 1809 auf dem Garnisonsfriedhof beigesetzt.

### Familie
Er heiratete am 11. Juni 1766 in Stolp Helene Katharina Schultz (* 1736; † 6. November 1805), Tochter eines Postsekretärs. Das Paar hatte mehrere Kinder, darunter:
- Johann Andreas, Hauptmann a. D., Postmeister in Beeskow
- Christiane Helene Wilhelmine (* 26. Juli 1769)
- Frederike Karoline Wilhelmine (* 30. Juni 1777; † 3. August 1850)

⚭ Karl Wilhelm Ferdinand von Brietzke (geschieden)
⚭ Friedrich Wilhelm von der Trenk (* 16. September 1755; † 5. Juni 1812), Generallandschaftsrat, Herr auf Meyken